# Ordnance Factory Khamaria
Ordnance Factory Khamaria (spesso abbreviata in O. F. Khamaria) è una suddivisione dell'India, classificata come census town, di 14.557 abitanti, situata nel distretto di Jabalpur, nello stato federato del Madhya Pradesh. In base al numero di abitanti la città rientra nella classe IV (da 10.000 a 19.999 persone).

## Geografia fisica
La città è situata a 23° 17' 17 N e 79° 59' 37 E.

## Società

### Evoluzione demografica
Al censimento del 2001 la popolazione di Ordnance Factory Khamaria assommava a 14.557 persone, delle quali 7.705 maschi e 6.852 femmine. I bambini di età inferiore o uguale ai sei anni assommavano a 1.233, dei quali 641 maschi e 592 femmine. Infine, coloro che erano in grado di saper almeno leggere e scrivere erano 11.879, dei quali 6.683 maschi e 5.196 femmine.